# 果仁张
果仁张为天津传统小吃，创始于1830年，创始人张氏两代是清朝宫廷御膳房名厨师，第三代张惠山曾为国家高级宴会制作各种食品。第四代传人张翼峰和夫人陈敬在新的环境下进一步发展了果仁张食品，并首创了挂霜系列新产品。

## 产品
传统产品有：琥珀花生仁、琥珀核桃仁、虎皮花生仁、净香花生仁、奶香瓜子仁、五香松子仁。
创新产品有：琥珀腰果仁、奶香杏仁、奶香、五香、可可、麻辣、海菜、香草、桔香、柠檬、山楂、咖哩、薄荷、姜汁等多种口味的花生仁、蚕豆及青豆。